# Marco Bozzola
Marco Bozzola (Trieste, 31 dicembre 1960) è un allenatore di pallamano ed ex pallamanista italiano.

## Palmarès

### Giocatore
- Campionato italiano: 8

1978-1979, 1980-1981, 1981-1982, 1982-1983, 1984-1985, 1985-1986, 1989-1990, 1992-1993
- Coppa Italia: 1

1992-1993

### Allenatore
- Campionato italiano: 4

1993-1994, 1994-1995, 1995-1996, 1996-1997
- Coppa Italia: 1

1994-95